# Carlos Barral
Carlos Barral y Agesta (Barcelone, 2 juin 1928 - Barcelone, 12 décembre 1989) est un poète, éditeur et sénateur espagnol.

## Biographie
Lié au mouvement littéraire nommé École de Barcelone et à la génération de 50, Carlos Barral a écrit aussi bien en catalan qu'en castillan.
En 1983 il reçoit la Creu de Sant Jordi, distinction décernée par la Generalitat de Catalogne.

## Œuvre

### Œuvres traduites en français
- Catalogne vue de la mer, Paris, Blandin, 1992, traduit du catalan par Maria Luisa Feliu Atienza
- Poèmes et extraits dans Poésie espagnole : anthologie 1945-1990, Seuil, 2007